# Zoé Kabila
Zoé Kabila Mwanza Mbala, né le 26 juin 1979, est un homme politique et millionnaire congolais. Il est du 10 avril 2019 au 6 mai 2021 gouverneur de la province du Tanganyika.

## Biographie
Zoé Kabila est le fils du feu Laurent-Désiré Kabila, président de la république de mai 1997 à janvier 2001 et frère de Joseph Kabila, ancien président de la république démocratique du Congo de janvier 2001 à janvier 2019. Il est deux fois élu député à l’Assemblée nationale pour Manono, aux élections législatives de 2011 et de 2018.
Il est du 10 avril 2019 au 6 mai 2021, gouverneur de la province du Tanganyika.
Il fait l'objet en octobre 2022 d'une interdiction de voyager.